# Stelle cadenti (singolo)
Stelle cadenti è un singolo del cantautore italiano Ermal Meta, pubblicato il 10 agosto 2021 come quarto estratto dal quarto album in studio Tribù urbana.

## Descrizione
Si tratta della seconda traccia dell'album e si caratterizza per le sonorità sperimentali e synth pop in stile anni ottanta. Il testo descrive gli ultimi momenti di un sentimento amoroso, oltre ad affermare che in questa situazione la verità è un «regalo che nessuno vuole».

## Video musicale
Il video, diretto da Claudia Pasanisi e Peppe Tortora, è stato girato interamente in bianco e nero e vede come protagonista l'ex pattinatore e ballerino Tommaso Stanzani.

## Formazione
Musicisti
- Ermal Meta – voce, arrangiamento, cori
- Simone Bertolotti – arrangiamento, tastiera, organo Hammond, programmazione
- Andrea Bonomo – arrangiamento, chitarra elettrica, programmazione
- Emiliano Bassi – batteria
- Andrea Torresani – basso
- Simone Pavia – chitarra elettrica

Produzione
- Simone Bertolotti – produzione artistica, registrazione
- Andrea Bonomo – produzione artistica
- Ermal Meta – produzione artistica
- Mattia Bonvini – assistenza tecnica
- Andrea Immovilli – assistenza tecnica
- Cristian Milani – missaggio
- Antonio Baglio – mastering